# Костарев, Сергей Владимирович (фехтовальщик)
Серге́й Влади́мирович Ко́старев (род. 25 марта 1966) — советский фехтовальщик, чемпион мира и бронзовый призёр Олимпийских игр.

## Карьера
На Олимпийских играх 1992 года в составе Объединённой команды вместе с Павлом Колобковым, Андреем Шуваловым, Сергеем Кравчуком и Валерием Захаревичем завоевал бронзу в командном фехтовании на шпагах.
Чемпион СССР и чемпион мира среди юниоров 1986 года, чемпион мира в командных соревнованиях 1991 года.